# Frau Welt

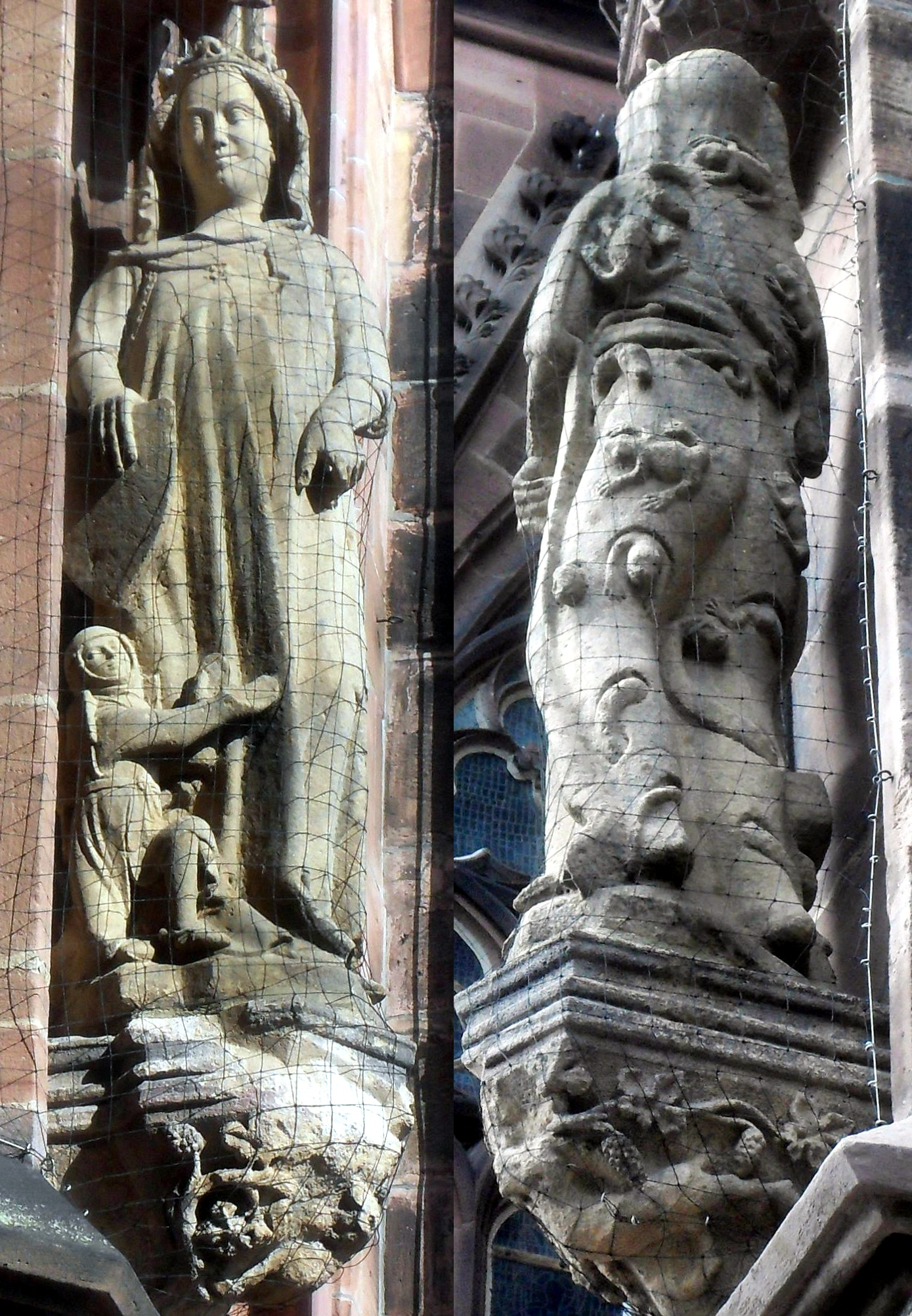
Frau Welt am Wormser Dom von vorne und von hinten

Frau Welt ist eine mittelalterliche Personifikation weltlicher Sinnenfreude und weltlichen Glückes. Sie erscheint von vorn als schöne betörende Frau, ihr Rücken aber ist voller Eiter und grässlichem Ungeziefer. Verführungskraft und Vergänglichkeit werden in dieser Allegorie wiedergegeben, die mit lehrhaftem Ziel vielfach in der Literatur und bildenden Kunst des Mittelalters erscheint. Diesem Sinnbild der Verlockung und Versuchung entspricht Voluptas, die römische Personifikation der Lust und Begierde, die den Menschen blind macht und ins Verderben führt.
Beispielsweise wird Frau Welt am Wormser Dom an der rechten Seite des Südportals in einer Figurengruppe dargestellt, die kurz nach 1298 nach dem Vorbild des Straßburger Münsters entstand. Vor Frau Welt kniet anbetend ein Ritter, der von ihrer äußeren Erscheinung geblendet ist. Frau Welt offenbart ihre wahre Natur aber nur dem, der ihre Rückseite mit Kröten und Schlangen und dem ganzen Unrat der Welt sieht, also ‚hinter die Dinge schauen‘ kann.
Eugen Drewermann interpretiert im Märchen Frau Holle die Stiefmutter als die Frau Welt, die für die Schlechtigkeit der äußeren, materiellen Welt steht, als Gegenspielerin von Frau Holle (siehe auch: Mutter Courage).
Männliche Darstellungen mit ähnlich verunstaltetem Rücken sind als Fürst der Welt bekannt.